# كأس فيد 2011
كأس فيد 2011 (بالإنجليزية: 2011 Fed Cup)‏ هو الموسم 49 من  كأس فيد. أقيم خلال الفترة 2 فبراير 2011 وحتى 6 نوفمبر 2011، وفاز فيه منتخب التشيك لكأس فيد.